# Bischoff (dryck)
Bischoff (från tyskans dryck för biskopar) är en dryck bestående av rödvin, vatten, socker och pomerans, i allmänhet serverad som bål.